# Jularbo
Jularbo är en småort i Avesta kommun i Dalarnas län, belägen i Folkärna socken. Riksväg 68 och järnvägen Godsstråket genom Bergslagen passerar genom orten, den senare med en nedlagd station. På orten finns också mindre industrier.
Calle Jularbo föddes här 1893.